# Ђорђе Гордић
Ђорђе Гордић (Прибој, 5. новембра 2004) српски је фудбалер који тренутно наступа за ТСЦ из Бачке Тополе, на позајмици из белгијског Ломела.

## Каријера
Гордић је на почецима свог бављења фудбалом тренирао у прибојском Фапу, док је касније прешао у лучанску Младост где је прошао млађе категорије. Првом тиму тог клуба прикључен је у завршници такмичарске 2020/21, а дебитовао је на последњем сусрету исте сезоне, када је Младост победила Партизан минималним резултатом. На почетку наредне сезоне углавном је у игру улазио са клупе, док се касније, током такмичарске године, усталио у постави као бонус играч. Тако је током највећег дела сезоне био најмлађи фудбалер у првенству Србије. После победе од 3 : 1 над Колубаром у 14. колу, Гордић је у извештају Спортског журнала оцењен је као најбољи појединац догађаја. Свој први погодак у професионалној конкуренцији Гордић је постигао против крушевачког Напретка, средином децембра 2021. Тада је у Спортском журналу по други пут означен као играч утакмице. Наредни гол дао је у поразу од Вождовца у марту наредне године, док је у следећем колу био двоструки стрелац у ремију са Металцем из Горњег Милановца. Извештач Спортског журнала поново га је оценио као најбољег појединца на терену. На последњем сусрету регуларног дела, када је Младост савладала нишки Раднички резултатом 2 : 0. сезоне изнудио је једанаестерац који је реализовао Милан Бојовић.
После натписа у медијима везаних за играчев прелазак у Манчестер Сити, тренер Младости Драгиша Жунић је на почетку припрема за такмичарску 2022/23. потврдио његов статус. Први погодак у новој сезони Гордић је постигао у победи над сурдуличким Радником, у оквиру 6. кола шампионата Србије. Гордић је био асистент код јединог поготка Младости у поразу од Чукаричког, док је до репрезентативне паузе у септембру погодио против Јавора и ТСЦ-а. По завршетку јесењег дела такмичарске године, Гордић који је у међувремену постао је пунолетан, стекао је услов за инострани трансфер и напусти екипу Младости. У јануару 2023. Гордић је званично потписао петогодишњи уговор с Ломелом, такође у власништву холдинг компаније која управља Манчестер ситијем. Током лета 2024. године прослеђен је на једногодишњу позајмицу у ТСЦ из Бачке Тополе.

## Репрезентација
Селектор кадетске репрезентације Србије, Саша Илић, позвао је Гордића за двомеч са вршњацима из Северне Македоније у октобру 2020. Гордић је наступио на оба сусрета, те на утакмици са вршњацима из Мађарске у Сегедину, марта наредне године. Наступио је и за годину дана старију селекцију током априла 2021, у двомечу са одговарајућом екипом Босне и Херцеговине. Гордић је био и на списку омладинске репрезентације Србије, а након померања елитне рунде квалификација, прикључен је саставу младе репрезентације. Дебитовао је у квалификацијама за Европско првенство, против Северне Македоније, ушавши у игру уместо Николе Терзића на утакмици одиграној 24. марта 2022. За омладинску селекцију дебитовао је првог дана јуна 2022. у победи над одговарајућом екипом Холандије. На последњем сусрету у елитној рунди квалификација уписао је асистенцију Немањи Мотики у победи од 3 : 2 над Норвешком. Србија је као првопласирана у групи 6 остварила пласман на Европско првенство. Наступио је на две утакмице у групној фази, после које је екипа Србије окончала своје учешће. Селектор омладинске репрезентације, Јован Дамјановић, упутио је позив Гордићу за Меморијални турнир „Стеван Ћеле Вилотић” у септембру 2022, али је фудбалер отказао учешће на том турниру.

## Статистика

### Клупска
Ажурирано 25. новембра 2022.
| Клуб           | Сезона   | Лига             | Лига    | Лига   | Национални куп | Национални куп | Европа  | Европа | Остало  | Остало | Укупно  | Укупно |
| Клуб           | Сезона   | Дивизија         | Наступа | Голова | Наступа        | Голова         | Наступа | Голова | Наступа | Голова | Наступа | Голова |
| -------------- | -------- | ---------------- | ------- | ------ | -------------- | -------------- | ------- | ------ | ------- | ------ | ------- | ------ |
| Младост Лучани | 2020/21. | Суперлига Србије | 1       | 0      | —              | —              | —       | —      | —       | —      | 1       | 0      |
| Младост Лучани | 2021/22. | Суперлига Србије | 26      | 4      | 1              | 0              | —       | —      | —       | —      | 27      | 4      |
| Младост Лучани | 2022/23. | Суперлига Србије | 16      | 3      | 1              | 0              | —       | —      | —       | —      | 17      | 3      |
| Младост Лучани | Укупно   | Укупно           | 43      | 7      | 2              | 0              | —       | —      | —       | —      | 45      | 7      |

### Утакмице у дресу репрезентације
| Репрезентација Србије у узрасту до 17 година старости | Репрезентација Србије у узрасту до 17 година старости                    | Репрезентација Србије у узрасту до 17 година старости                    | Репрезентација Србије у узрасту до 17 година старости                    | Репрезентација Србије у узрасту до 17 година старости                    | Репрезентација Србије у узрасту до 17 година старости                    | Репрезентација Србије у узрасту до 17 година старости                    | Репрезентација Србије у узрасту до 17 година старости | Репрезентација Србије у узрасту до 17 година старости | Репрезентација Србије у узрасту до 17 година старости |
| #                                                     | Датум                                                                    | Такмичење                                                                | Локација                                                                 | Домаћин                                                                  | Резултат                                                                 | Гост                                                                     | Мин.                                                  | Гол                                                   | Реф.                                                  |
| ----------------------------------------------------- | ------------------------------------------------------------------------ | ------------------------------------------------------------------------ | ------------------------------------------------------------------------ | ------------------------------------------------------------------------ | ------------------------------------------------------------------------ | ------------------------------------------------------------------------ | ----------------------------------------------------- | ----------------------------------------------------- | ----------------------------------------------------- |
| 1.                                                    | 20. октобар 2020.                                                        | Пријатељска утакмица                                                     | Тренинг центар Петар Милошевски, Скопље                                  | Северна Македонија                                                       | 0 : 0                                                                    | Србија                                                                   |                                                       | [ 31 ]                                                |                                                       |
| 2.                                                    | 20. октобар 2020.                                                        | Пријатељска утакмица                                                     | Тренинг центар Петар Милошевски, Скопље                                  | Северна Македонија                                                       | 0 : 0                                                                    | Србија                                                                   |                                                       | [ 32 ]                                                |                                                       |
| 3.                                                    | 10. март 2021.                                                           | Пријатељска утакмица                                                     | Сегедин, Мађарска                                                        | Мађарска                                                                 | 4 : 3                                                                    | Србија                                                                   |                                                       | [ 33 ]                                                |                                                       |
| 3                                                     | Укупан број утакмица, постигнутих погодака и минута проведених на терену | Укупан број утакмица, постигнутих погодака и минута проведених на терену | Укупан број утакмица, постигнутих погодака и минута проведених на терену | Укупан број утакмица, постигнутих погодака и минута проведених на терену | Укупан број утакмица, постигнутих погодака и минута проведених на терену | Укупан број утакмица, постигнутих погодака и минута проведених на терену | 0                                                     | [ 50 ]                                                |                                                       |

| Репрезентација Србије у узрасту до 18 година старости | Репрезентација Србије у узрасту до 18 година старости                    | Репрезентација Србије у узрасту до 18 година старости                    | Репрезентација Србије у узрасту до 18 година старости                    | Репрезентација Србије у узрасту до 18 година старости                    | Репрезентација Србије у узрасту до 18 година старости                    | Репрезентација Србије у узрасту до 18 година старости                    | Репрезентација Србије у узрасту до 18 година старости | Репрезентација Србије у узрасту до 18 година старости | Репрезентација Србије у узрасту до 18 година старости |
| #                                                     | Датум                                                                    | Такмичење                                                                | Локација                                                                 | Домаћин                                                                  | Резултат                                                                 | Гост                                                                     | Гол                                                   | Реф.                                                  |                                                       |
| ----------------------------------------------------- | ------------------------------------------------------------------------ | ------------------------------------------------------------------------ | ------------------------------------------------------------------------ | ------------------------------------------------------------------------ | ------------------------------------------------------------------------ | ------------------------------------------------------------------------ | ----------------------------------------------------- | ----------------------------------------------------- | ----------------------------------------------------- |
| 1.                                                    | 20. април 2021.                                                          | Пријатељска утакмица                                                     | Тренинг центaр ФС БиХ, Зеница                                            | Босна и Херцеговина                                                      | 0 : 1                                                                    | Србија                                                                   |                                                       | [ 35 ]                                                |                                                       |
| 2.                                                    | 22. април 2021.                                                          | Пријатељска утакмица                                                     | Тренинг центaр ФС БиХ, Зеница                                            | Босна и Херцеговина                                                      | 0 : 1                                                                    | Србија                                                                   |                                                       | [ 36 ]                                                |                                                       |
| 2                                                     | Укупан број утакмица, постигнутих погодака и минута проведених на терену | Укупан број утакмица, постигнутих погодака и минута проведених на терену | Укупан број утакмица, постигнутих погодака и минута проведених на терену | Укупан број утакмица, постигнутих погодака и минута проведених на терену | Укупан број утакмица, постигнутих погодака и минута проведених на терену | Укупан број утакмица, постигнутих погодака и минута проведених на терену | 0                                                     |                                                       |                                                       |

| Репрезентација Србије у узрасту до 19 година старости | Репрезентација Србије у узрасту до 19 година старости                    | Репрезентација Србије у узрасту до 19 година старости                    | Репрезентација Србије у узрасту до 19 година старости                    | Репрезентација Србије у узрасту до 19 година старости                    | Репрезентација Србије у узрасту до 19 година старости                    | Репрезентација Србије у узрасту до 19 година старости                    | Репрезентација Србије у узрасту до 19 година старости | Репрезентација Србије у узрасту до 19 година старости | Репрезентација Србије у узрасту до 19 година старости |
| #                                                     | Датум                                                                    | Такмичење                                                                | Локација                                                                 | Домаћин                                                                  | Резултат                                                                 | Гост                                                                     | Гол                                                   | Реф.                                                  |                                                       |
| ----------------------------------------------------- | ------------------------------------------------------------------------ | ------------------------------------------------------------------------ | ------------------------------------------------------------------------ | ------------------------------------------------------------------------ | ------------------------------------------------------------------------ | ------------------------------------------------------------------------ | ----------------------------------------------------- | ----------------------------------------------------- | ----------------------------------------------------- |
| 1.                                                    | 1. јун 2022.                                                             | Квалификације за Европско првенство                                      | Јанмар стадион, Алмере                                                   | Холандија                                                                | 1 : 2                                                                    | Србија                                                                   |                                                       | [ 40 ]                                                |                                                       |
| 2.                                                    | 4. јун 2022.                                                             | Квалификације за Европско првенство                                      | Спортпарк Зегерслот                                                      | Украјина                                                                 | 1 : 1                                                                    | Србија                                                                   |                                                       | [ 51 ]                                                |                                                       |
| 3.                                                    | 7. јун 2022.                                                             | Квалификације за Европско првенство                                      | Спортпарк Јулиана                                                        | Србија                                                                   | 3 : 2                                                                    | Норвешка                                                                 |                                                       | [ 41 ]                                                |                                                       |
| 4.                                                    | 19. јун 2022.                                                            | Европско првенство                                                       | Стадион ФК Похрон, Жјар на Хрону                                         | Србија                                                                   | 2 : 2                                                                    | Израел                                                                   |                                                       | [ 52 ]                                                |                                                       |
| 5.                                                    | 25. јун 2022.                                                            | Европско првенство                                                       | СНП, Банска Бистрица                                                     | Аустрија                                                                 | 3 : 2                                                                    | Србија                                                                   |                                                       | [ 43 ]                                                |                                                       |
| 6.                                                    | 17. новембар 2022.                                                       | Квалификације за Европско првенство                                      | Тренинг центар Петар Милошевски, Скопље                                  | Северна Македонија                                                       | 1 : 2                                                                    | Србија                                                                   |                                                       | [ 53 ]                                                |                                                       |
| 7.                                                    | 23. новембар 2022.                                                       | Квалификације за Европско првенство                                      | Стадион Ђорче Петров, Скопље                                             | Србија                                                                   | 2 : 0                                                                    | Норвешка                                                                 |                                                       | [ 54 ]                                                |                                                       |
| 7                                                     | Укупан број утакмица, постигнутих погодака и минута проведених на терену | Укупан број утакмица, постигнутих погодака и минута проведених на терену | Укупан број утакмица, постигнутих погодака и минута проведених на терену | Укупан број утакмица, постигнутих погодака и минута проведених на терену | Укупан број утакмица, постигнутих погодака и минута проведених на терену | Укупан број утакмица, постигнутих погодака и минута проведених на терену | 0                                                     |                                                       |                                                       |

| Репрезентација Србије у узрасту до 21 године старости | Репрезентација Србије у узрасту до 21 године старости | Репрезентација Србије у узрасту до 21 године старости | Репрезентација Србије у узрасту до 21 године старости | Репрезентација Србије у узрасту до 21 године старости | Репрезентација Србије у узрасту до 21 године старости | Репрезентација Србије у узрасту до 21 године старости | Репрезентација Србије у узрасту до 21 године старости | Репрезентација Србије у узрасту до 21 године старости | Репрезентација Србије у узрасту до 21 године старости |
| #                                                     | Датум                                                 | Такмичење                                             | Локација                                              | Домаћин                                               | Резултат                                              | Гост                                                  | Гол                                                   | Реф.                                                  |                                                       |
| ----------------------------------------------------- | ----------------------------------------------------- | ----------------------------------------------------- | ----------------------------------------------------- | ----------------------------------------------------- | ----------------------------------------------------- | ----------------------------------------------------- | ----------------------------------------------------- | ----------------------------------------------------- | ----------------------------------------------------- |
| 1.                                                    | 24. март 2022.                                        | Квалификације за Европско првенство                   | Стадион Тржни центар, Вождовац                        | Србија                                                | 2 : 1                                                 | Северна Македонија                                    |                                                       | [ 39 ]                                                |                                                       |
| 2.                                                    | 29. март 2022.                                        | Квалификације за Европско првенство                   | ТСЦ академија, Бачка Топола                           | Србија                                                | 2 : 0                                                 | Јерменија                                             |                                                       | [ 55 ]                                                |                                                       |
| 2                                                     | Укупан број утакмица и постигнутих погодака           | Укупан број утакмица и постигнутих погодака           | Укупан број утакмица и постигнутих погодака           | Укупан број утакмица и постигнутих погодака           | Укупан број утакмица и постигнутих погодака           | Укупан број утакмица и постигнутих погодака           | 0                                                     |                                                       |                                                       |